# Bhānpuri
Bhānpuri är en ort i Indien.   Den ligger i distriktet Rāj Nāndgaon och delstaten Chhattisgarh, i den centrala delen av landet, 900 km söder om huvudstaden New Delhi. Bhānpuri ligger 311 meter över havet och antalet invånare är 17 270.
Terrängen runt Bhānpuri är mycket platt. Runt Bhānpuri är det ganska tätbefolkat, med 239 invånare per kvadratkilometer. Närmaste större samhälle är Rāj Nāndgaon, 10,0 km öster om Bhānpuri. I omgivningarna runt Bhānpuri växer huvudsakligen savannskog.